# Real Grupo de Cultura Covadonga

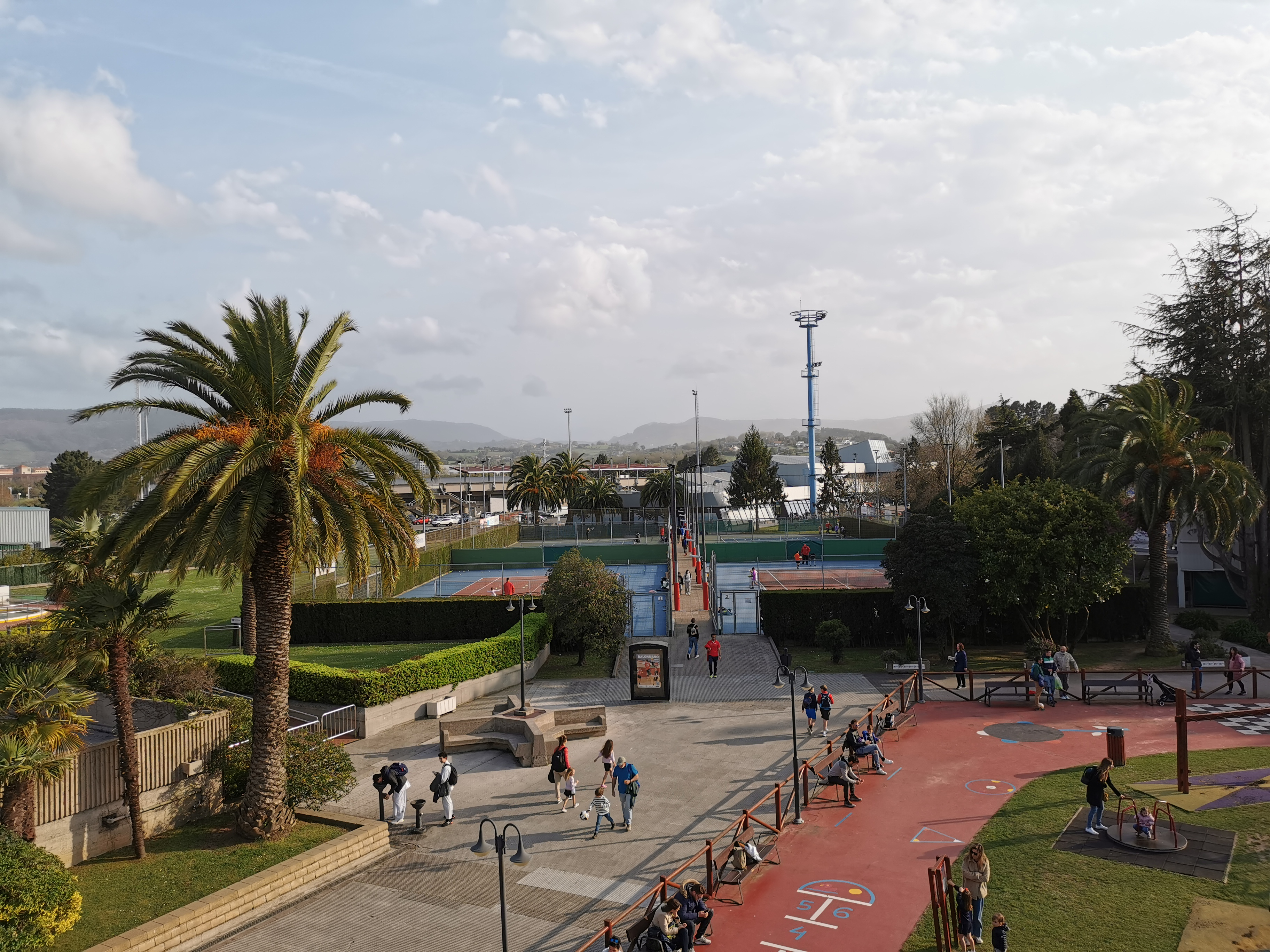
Vista parcial de las instalaciones del Real Grupo de Cultura Covadonga, que combinan equipamientos deportivos con espacios verdes y de esparcimiento.

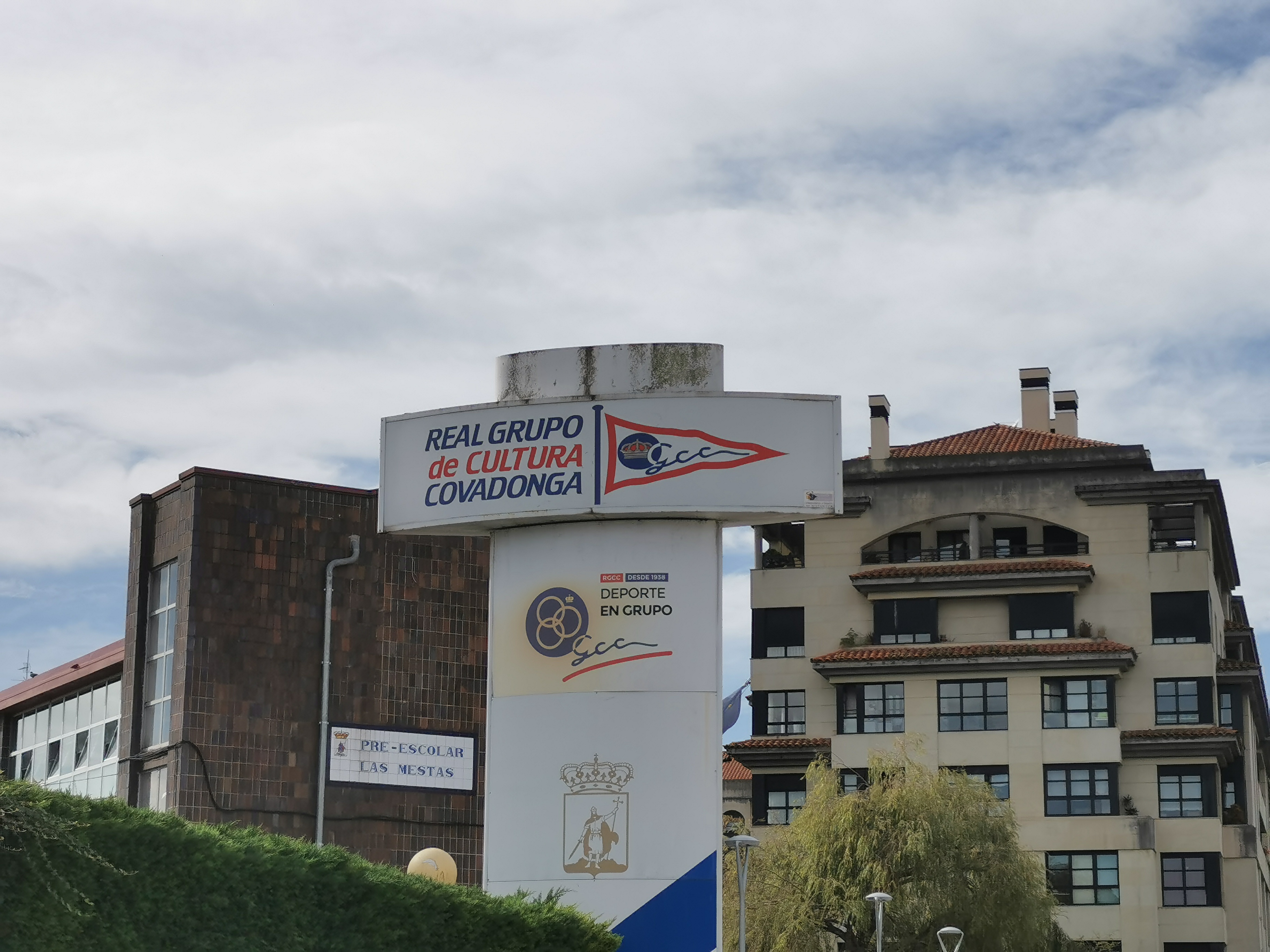
Acceso peatonal oeste al aparcamiento.

El Real Grupo de Cultura Covadonga (RGCC) es un club deportivo multidisciplinar privado situado en Gijón (Asturias) España. Fue fundado el 10 de mayo de 1938. Cuenta con más de 38.500 socios, más de 3.300 federados, por lo que se trata de la sociedad deportiva más numerosa de la región, por encima de clubes de fútbol como el Real Sporting de Gijón o el Real Oviedo. Por todo ello, se ha convertido en uno de los puntos de referencia del deporte asturiano y de España.

## Historia
El Real Grupo de Cultura Covadonga nace oficialmente el 10 de mayo de 1938, durante la guerra civil española. Surge a propuesta de unos socios del Centro Asturiano de La Habana en Gijón que reclamaban una sección dentro del propio centro que se dedicase a la actividad deportiva. Tras unos inicios en los que, no exentos de polémica, pertenecían al Centro Asturiano, deciden desvincularse del mismo e iniciar independientemente una nueva etapa. Con casi un centenar de socios, se elige como primer presidente a Emilio Alemany Bolufer y se sientan las bases de la idea grupista cuando el socio Dionisio Cifuentes Suárez facilita la renta a la entidad de unos terrenos cercanos a la playa de San Lorenzo, que sería la sede grupista hasta 1968. El Grupo fue creciendo velozmente, alcanzado los 300 socios en 1939 y los 525 dos años después. La sociedad se iba incrustando poco a poco en la vida de la ciudad y ya recibía las primeras muestras de reconocimiento por parte de la alcaldía. En 1949 se aprueba la compra de los terrenos hasta entonces en alquiler por un módico precio pagado a Dionisio Cifuentes, que es nombrado por la directiva grupista socio de honor vitalicio.
El club experimentó un enorme incremento en su número de socios y bajo el mandato de Jesús Revuelta Diego, que accede a la presidencia en 1967, nace el proyecto del Grupo 2000, que se culmina con una gran operación aprobada en 1969:
- Los terrenos del barrio de La Arena, que contaban con 4824 metros cuadrados y que en su día fueron comprados por 417 500 pesetas, son vendidos por 50 millones.
- A su vez, se compran los actuales terrenos de Las Mestas, cercanos al estadio del Molinón, por algo más de 24 millones, y que sumaban 64 000 metros cuadrados.

El cambio de ubicación supuso un aumento espectacular de terreno para poder practicar las diversas modalidades deportivas. Se pasó de un patio entre calles en el barrio de La Arena de Gijón a los 80 000 metros cuadrados con los que actualmente cuenta el Club. 
En 1988, coincidiendo con el 50 aniversario de la creación de la entidad, la Casa Real concede la autorización del uso de “Real” en la denominación del club.
En el año 2007 se formalizó la fusión por absorción de la entidad con el Centro Asturiano de La Habana de Gijón, lo que amplió las instalaciones al incorporarse la finca situada en la parroquia rural de Leorio con 50.000m² y el local del Paseo de Begoña. Gracias a esta fusión se ampliaron las secciones deportivas, con el billar y los bolos. 
En el año 2019 se cierra la compra de la finca La Torriente, junto a las instalaciones de las Mestas, ampliando las instalaciones en 20.000m².
En el año 2023 recibe su 5º Copa Stadium, convirtiéndolo así en el 2º Club español en conseguirlo, tras el F.C. Barcelona. Es el galardón deportivo más antiguo de España, con el que se premia a la persona o entidad, que se haya destacado por su especial contribución durante el año a tareas de promoción y fomento del deporte en España. 

## Secciones
El Grupo cuenta con 30secciones  (28 deportivas y 2 culturales)
| Secciones deportivas        |                              |                      |               |
| Ajedrez                     | Atletismo                    | Baloncesto           | Balonmano     |
| Billar                      | Bolos                        | Boxeo                | Esquí         |
| Gimnasia Artística Femenina | Gimnasia Artística Masculina | Halterofilia         | Hockey        |
| Judo                        | Kárate                       | Lucha                | Montaña       |
| Natación                    | Pádel                        | Pelota               | Piragüismo    |
| Rugby                       | Squash                       | Tenis                | Tiro con arco |
| Vela                        | Voleibol                     | Diversidad Funcional |               |

| Secciones culturales |        |
| Coros y danzas       | Orfeón |

## Instalaciones

### Deportivas
- Balsa de piragüismo

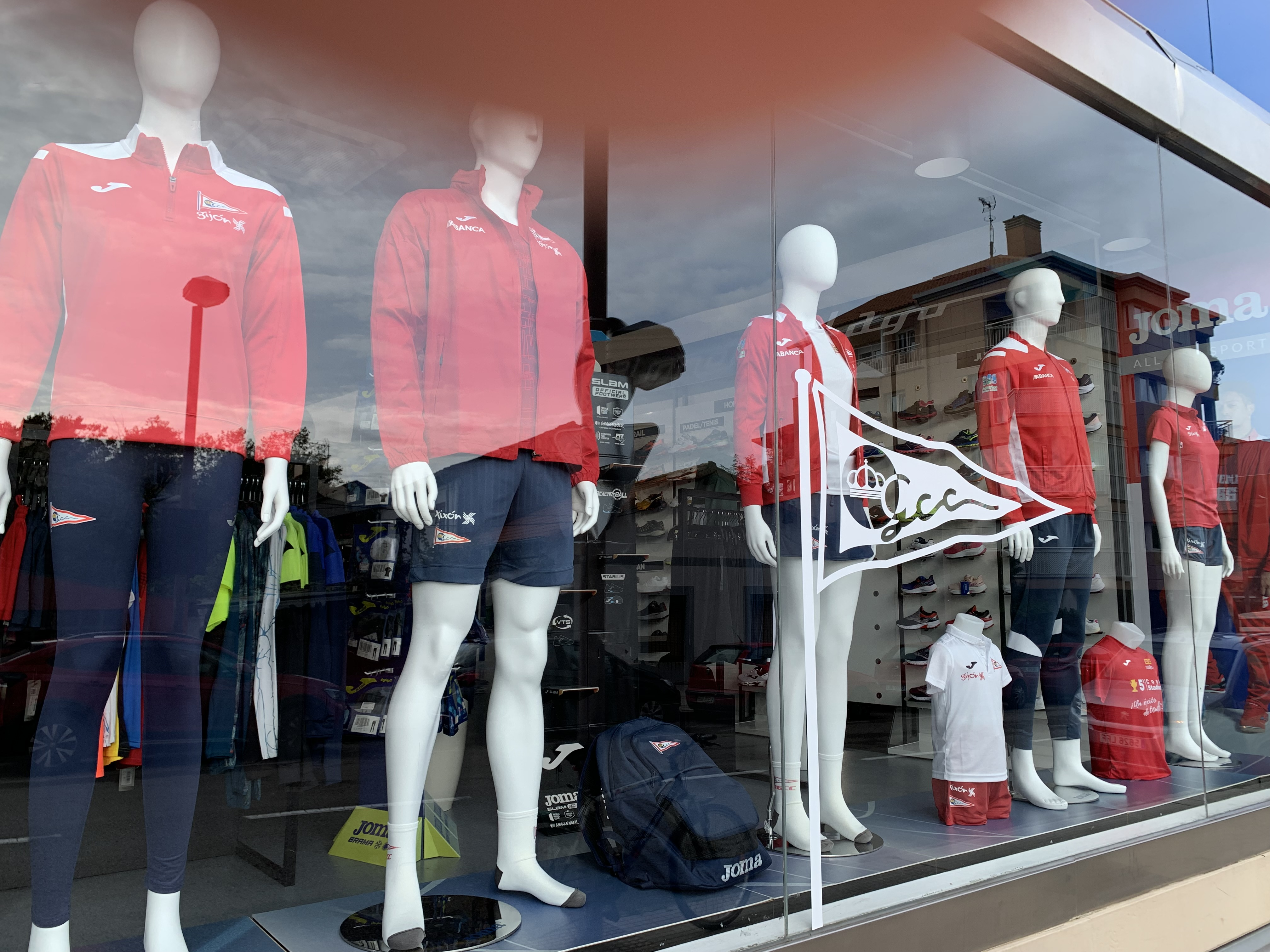
Uniformes deportivos del RGCC.

- Campo de hockey hierba (césped sintético)
- Cancha descubierta (para balonmano o fútbol sala)
- Frontones (4)
- 2 gimnasios de musculación
- Pabellón de gimnasia artística
- Pabellón polideportivo "Braulio García"
- Piscina climatizada de 25 metros
- Piscina climatizada de 50 metros
- Piscinas exteriores de verano
- 9 pistas de pádel (5 de paredes de cristal y 4 de muro)[3]
- 2 pistas de squash
- 17 pistas de tenis (6 cubiertas)[3]
- Rocódromo.[4]
- Sala cubierta de tiro con arco
- Sala de yoga y aeróbic
- Zona de tenis de mesa
- Zona de tiro con arco
- Spa

### Sociales
- Aparcamiento para 250 vehículos
- Cafetería
- Clínica médica
- Rayos UVA
- Sala de estudio
- Sala de lectura
- 2 salas de televisión
- Sauna seca
- Sauna de vapor
- Solárium
- Zona de juegos infantiles

## Presidentes
Actualmente el RGCC es liderado por Mejor En Grupo (MEG) que tiene como presidente a Joaquín Miranda Cortina. 
| Años              | Presidente                          |
| ----------------- | ----------------------------------- |
| 1938 - 1940       | Emilio Alemany Bolufer              |
| 1940 - 1947       | Justino de la Cerra Lamuño          |
| 1947 - 1950       | Manuel de la Torre García-Rendueles |
| 1950 - 1953       | Manuel Zorilla de la Gándara        |
| 1953 - 1955       | Ceferino Yáñez Larralde             |
| 1955 - 1959       | Juan Palacio Vega                   |
| 1959 - 1967       | Celso Martínez Corte                |
| 1967 - 1972       | Jesús Revuelta Diego                |
| 1972 - 1976       | Carlos Prieto Hevia                 |
| 1976 - 1980       | Rogelio Llana Blanco                |
| 1980 - 1983       | Manuel Pinilla Trapote              |
| 1983 - 1992       | Luis Ángel Varela Villalobos        |
| 1992 - 2000       | Juan Manuel Janel Cuesta Fernández  |
| 2000 - 2008       | Ángel Cuesta García                 |
| 2008 - 2012       | Enrique Tamargo Álvarez             |
| 2016 - 2024       | Antonio Corripio Álvarez            |
| 2024 - Actualidad | Joaquín Miranda Cortina             |

## Reconocimientos
- 1954 - Copa Stadium al mejor club español.
- 1975 - Copa Stadium al mejor club español.
- 1977 - Mejor entidad deportiva española, otorgada por el Comité Superior de Deportes.
- 1988 - Copa Stadium al mejor club español.
- 1993 - Ingreso en la Real Orden del Mérito Deportivo.
- 1994 - Medalla de oro de la Villa de Gijón.
- 1994 - I Trofeo Nacional Sports Quality, premio nacional de calidad deportiva.
- 1994 - Trofeo Sports Quality en Gestión de Entidades Deportivas por su política de promoción deportiva integral.
- 1994 - I Trofeo Juan Antonio Samaranch a la Promoción Deportiva y Olímpica entre la Juventud.
- 1998 - Medalla de Asturias de plata.
- 1998 - Premio Aula de la Paz, de la Escuela Asociada a la Unesco Aula de Paz: Camín de Mieres.
- 2011 - Premio COLEF y CAFD de Asturias (II edición).
- 2013 - Premio Consejo General COLEF.
- 2014 - Copa Stadium al mejor club español.
- 2021 - Copa Stadium al mejor club español.[6]
- 2023 - Placa Olímpica al Mérito Deportivo del Comité Olímpico Español.[7]